# 9189 Гельдерлін
9189 Гельдерлін (9189 Hölderlin) — астероїд головного поясу, відкритий 10 вересня 1991 року.
Тіссеранів параметр щодо Юпітера — 3,519.